# Kalkoven Aruba

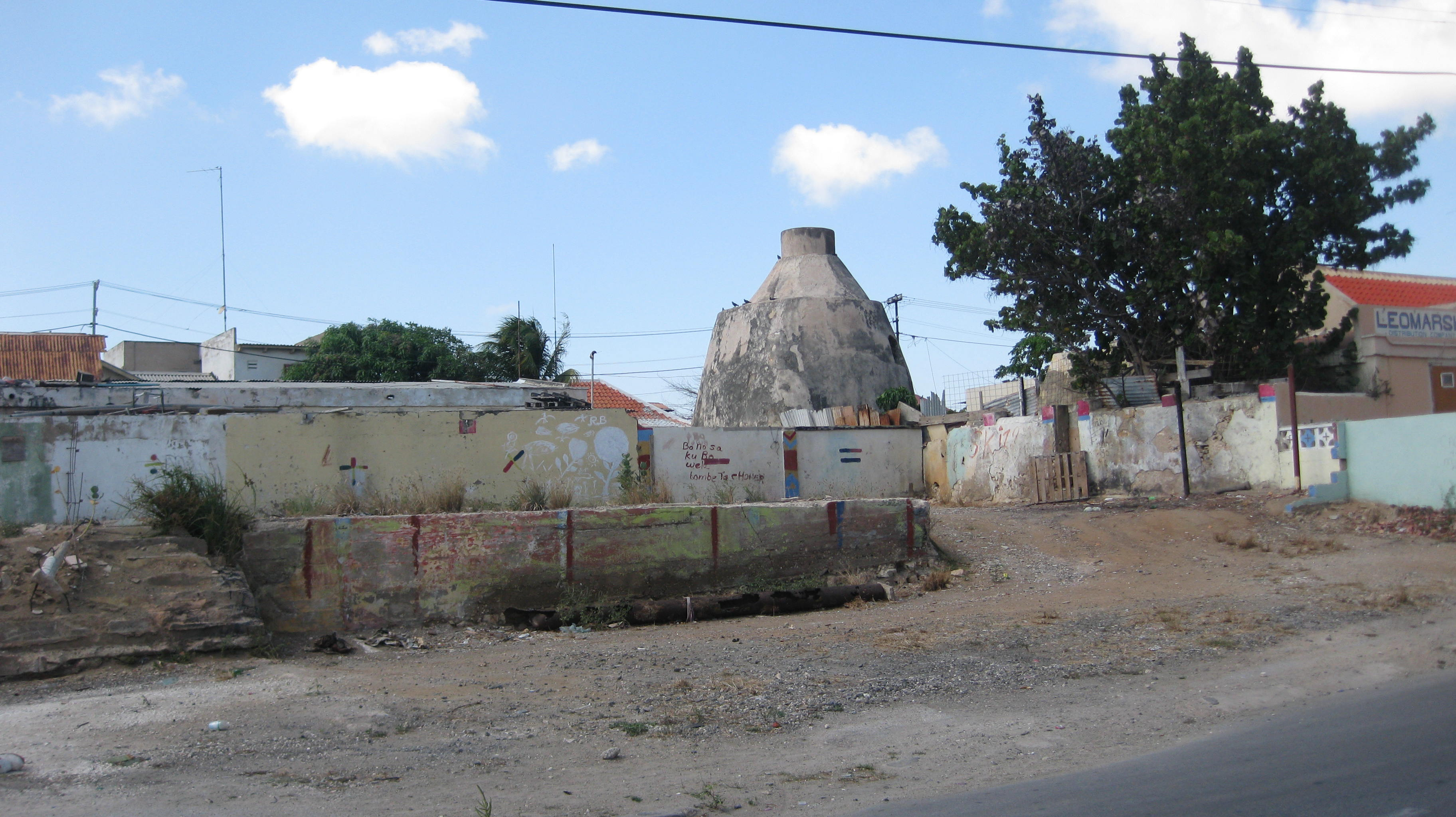
Kalkoven Aruba, Aufnahme: 2009

Der Kalkoven Aruba ist ein historischer Kalkofen, der sich heute im Stadtgebiet von Oranjestad befindet. Er stammt aus dem Jahre 1892 und wurden von Santiago Tromp konstruiert und von seinem Sohn Felipe Santiago Tromp (1883–1960) bis 1949 betrieben. Es ist der einzige authentische Kalkofen auf Aruba, der noch intakt ist. Er zählt heute zu den wenigen Industriedenkmälern von Aruba. Zuvor wurden einfache Feldöfen ohne Ummauerung verwendet.
1970 wurde er restauriert und in die Denkmalschutzliste (Lijst van monumenten op Aruba) mit der Nummer 01-013 eingetragen.

## Geschichte
Vor der Einfuhr von Zement wurden auf Aruba alle Bauwerke mit Kalkmörtel erstellt. Der Kalk wurde damals aus Steinkorallen und Muschelschalen gewonnen und für drei Tage über dem Holzfeuer gebrannt. Der so hergestellte ungelöschte Kalk wurde mit Wasser abgeschreckt, gemahlen und in Kombination mit Tonsand zum Hausbau verwendet. Der Branntkalk wurde auch mit dem Öl aus Aloen gemischt, gerieben und zu Lackprodukten weiter verarbeitet.